# 329 aC
El 329 aC va ser un any del calendari romà prejulià. A la República i a l'Imperi Romà es coneixia com l'Any del consolat de Privernat i Decià (o també any 425 ab urbe condita o de la Fundació de Roma). La denominació «329 aC» per a aquest any s'ha emprat des de l'edat mitjana, quan el calendari Anno Domini va ser el mètode prevalent a Europa per a anomenar els anys.

## Esdeveniments

### Alexandre el Gran a Àsia
- Fundació d'Alexandria del Caucas. Alexandre el Gran funda una ciutat a les muntanyes del Paropamisos (Hindu Kush) al país dels paropamísades. Pobla la ciutat amb 7000 macedonis, 3000 mercenaris i milers d'indígenes, segons Quint Curci Ruf,[2] o uns 7000 indígenes i 3000 acompanyants no militars de l'exèrcit i diversos mercenaris grecs, segons Diodor de Sicília.[3]
- Caranos, general macedoni, és un dels caps de l'exèrcit enviat contra el rebel Espitàmenes a la Sogdiana, juntament amb Andròmac i Menedem, els tres sota l'autoritat del lici Farnuc. Els macedonis assetgen Maracanda i derroten els sogdians en una batalla a la vora del riu Politimet. Els grecs van tenir el suport d'un cos de cavalleria escita.[4][5]
- Erigi, militar macedoni, juntament amb Cràter i Hefestió i amb el suport de l'herald Aristandre de Telmessos, va intentar dissuadir a Alexandre de creuar el Iaxartes i lluitar contra els escites.[6]
- Alexandre avança fins al riu Oxus i funda la ciutat d'Alexandria d'Oxiana.[7]

### Antiga Roma
- Luci Emili Mamercí Privernat i Gai Plauci Decià són elegits cònsols romans.[8]
- Hi ha una gran alarma social a Roma davant els rumors que els gals avancen cap a la ciutat. El cònsol Decià ataca Privernum, que oposa una forta resistència, mentre Mamercí recluta un gran exèrcit per fer front als gals, però es demostra que els rumors no tenen fonament i llavors Mamercí va a l'ajuda del seu col·lega a Privernum. La ciutat és conquerida i els dos cònsols obtenen els honors del triomf. Aquesta conquesta es devia considerar molt important, perquè Luci Emili Mamercí va obtenir el renom de Privernat.[9]
- Després de la conquesta de Privernum, els romans instauren una colònia a Terracina.[10]